# آی‌روبات
آی‌روبات(به انگلیسی: IRobot) شرکت رباتیک آمریکایی است، که در سال ۱۹۹۰ توسط رادنی بروکس تأسیس شد.